# Eulalia
För andra betydelser, se Eulalia (olika betydelser).

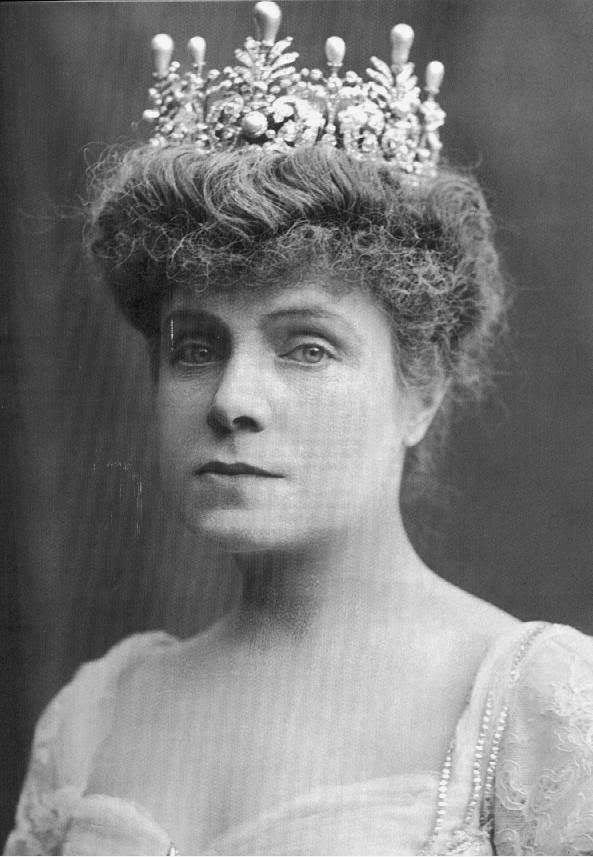
Prinsessan Eulalia av Spanien

Eulalia är ett grekiskt kvinnonamn bildat av orden εὖ ev ("väl") och  λαλιά laliá "det att tala, talet“.. Namnet betyder således "den vältaliga".
Den 31 december 2014 fanns det totalt 79 kvinnor folkbokförda i Sverige med namnet Eulalia, varav 14 bar det som tilltalsnamn.
Namnsdag: saknas

## Personer med namnet Eulalia
- Eulalia av Mérida, kristen martyr och spanskt helgon
- Eulalia av Barcelona, kristen martyr och spanskt helgon
- Eulalia av Spanien, spansk prinsessa och författare
- Sankta Eulalia, kristen martyr och helgon

## Fiktiva personer med namnet Eulalia
- Eulalia, Åsa-Nisses hustru